# فن دیسک
فن دیسک یا دیسک طرفداران (به انگلیسی: Fan disc) (که گاهی اوقات به اختصار FD نامیده می‌شود) یک بسته محتوای اضافی است که معمولاً توسط یک شرکت بازی سازی پس از موفقیت یکی از عناوین اش آن را منتشر می‌کند. محتویات فن دیسک متفاوت است اما اغلب شامل تصاویر جدید، موسیقی، بازی‌های کوچک و اطلاعات متفرقه مربوط به بازی اصلی است.